# Sangngag-Chöling-Kloster
Das Kloster Sangngag Chöling (tib.: gsang sngags chos gling)  in der gleichnamigen Gemeinde Sangngagqoiling im Nordosten des Kreises Lhünzê (Lhüntse) des Regierungsbezirks Shannan im Autonomen Gebiet Tibet der Volksrepublik China im südlichen Tibet  ist ein Kloster der Drugpa-Kagyü-Tradition (’brug pa bka’ brgyud), einer der sogenannten „acht kleineren Schulen“ der Kagyü-Schulrichtung des tibetischen Buddhismus (Vajrayana) und bildet den neueren Hauptsitz dieser Kagyü-Tradition. Es liegt auf 3250 m Höhe.
Verschiedenen Quellen zufolge wurde das Kloster vom 3. Gyelwang Drugpa Jamyang Chökyi Dragpa (1478–1523) (in den Jahren 1512 oder 1515) oder von dessen Reinkarnation Pema Karpo (1527–1592), dem  4. Gyalwang Drugpa, gegründet.

## Liste der Äbte
Je nach Datierung der Gründung ergeben sich unterschiedliche Zählungen. Die Zahlenangaben in den Titeln – wie zum Beispiel „4. Gyalwang Drugpa“ – weisen auf die Reihenfolge in der Inkarnationsreihe der Gyelwang Drugpas hin.
| Titel (Liste tibetischer Namen und Titel) | Namen                         | Lebensdaten | tib./chin.                                        |
| ----------------------------------------- | ----------------------------- | ----------- | ------------------------------------------------- |
| 4. Gyelwang Drugpa                        | Pema Karpo                    | 1527–1592   | pad ma dkar po 白玛嘎布                           |
| 5. Gyelwang Drugpa                        | Pagsam Wangpo                 | 1593–1641   | dpag bsam dbang po 巴桑旺布                       |
| 6. Gyelwang Drugpa                        | Mipham Wangpo                 | 1641–1717   | mi pham dbang po 米旁旺布                         |
| 7. Gyelwang Drugpa                        | Thrinle Shingta               | 1718–1766   | ’phrin las shing rta 赤列辛达                     |
| 8. Gyelwang Drugpa                        | Künsig Chökyi Nangwa          | 1768–1822   | kun gzigs chos kyi snang ba 贡色却朗              |
| 9. Gyelwang Drugpa                        | Migyur Wangyel                | 1823–1883   | mi ’gyur dbang rgyal 亚美明久                     |
| 10. Gyelwang Drugpa                       | Mipham Chökyi Wangpo          | 1884–1930   | mi pham chos kyi dbang po 米旁却旺                |
| 11. Gyelwang Drugpa                       | Tendzin Khyenrab Geleg Wangpo | 1931–1960   | bstan ’dzin mkhyen rab dge legs dbang po 丹增克饶 |
| 12. Gyelwang Drugpa                       | Jigme Pema Wangchen           | ab 1963     | ’jigs med pad ma dbang chen                       |